# Amidiny

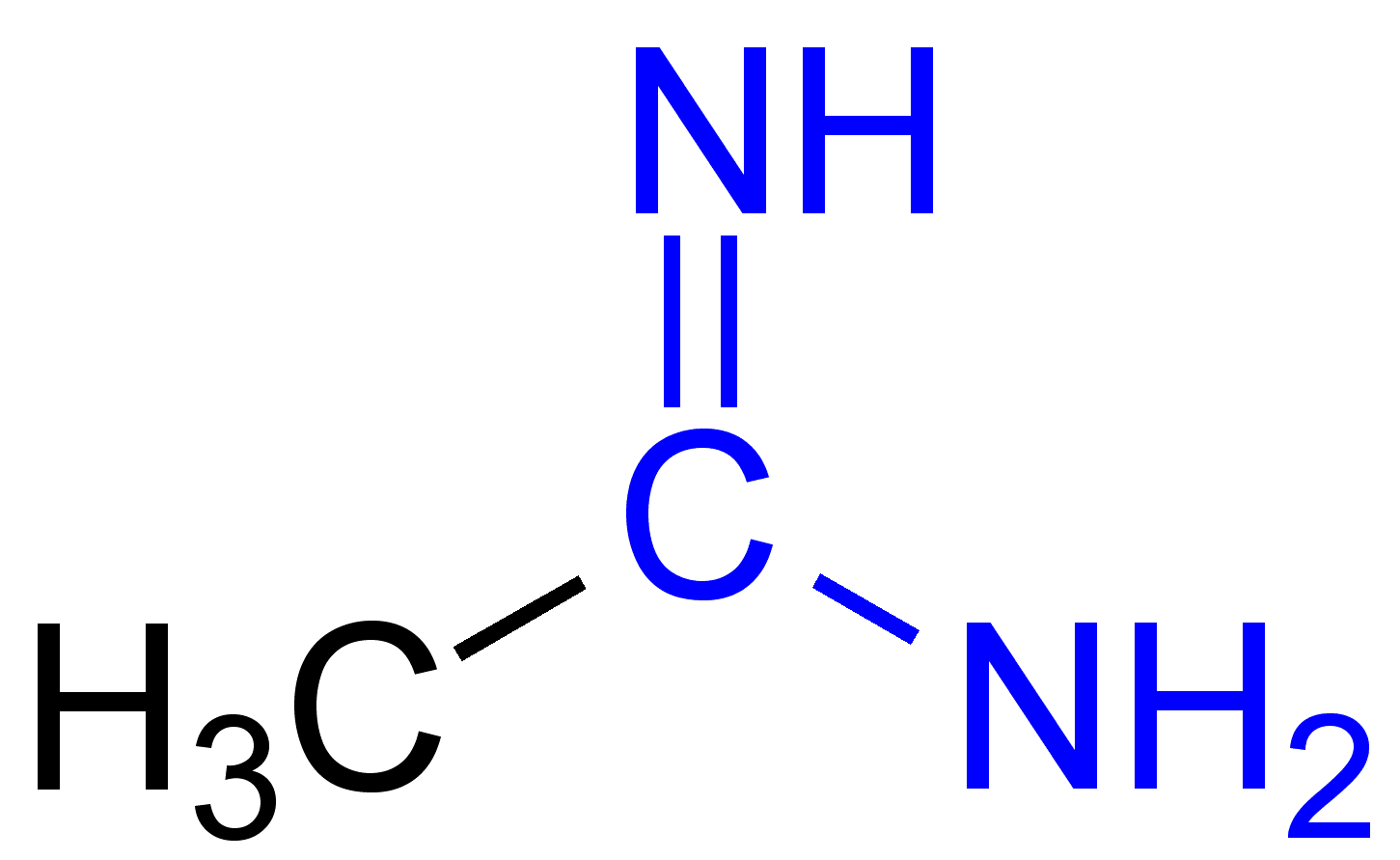
Strukturní vzorec acetamidinu (acetimidamidu)

Amidiny jsou organické sloučeniny obsahující funkční skupiny s obecným vzorcem RC(NR)NR2, přičemž skupiny R mohou být stejné i odlišné. Jedná se o iminové deriváty amidů (RC(O)NR2). Nejjednodušším amidinem je formamidin, HC(=NH)NH2.
Jako příklady lze uvést:
- DBU
- diminazen
- benzamidin
- pentamidin

## Příprava
Častým způsobem přípravy primárních amidinů je Pinnerova reakce. Reakcí nitrilu s  alkoholem za přítomnosti kyseliny vzniká iminoether; jeho reakcí s amoniakem se pak tvoří amidin.
Místo Brønstedových lze použít i Lewisovy kyseliny; například chlorid hlinitý spouští přímou aminaci nitrilů.
Další možnost představuje aminace imidoylchloridu.
Amidiny mohou být také vytvořeny adicí organolithných sloučenin na diiminy a následnou protonací nebo alkylací.
Dimethylformamidacetal reaguje s primárními aminy za vzniku amidinů:
Me2NC(H)(OMe)2 + RNH2 → Me2NC(O)NHR + 2 MeOH

## Vlastnosti a využití
Amidiny jsou silnějšími zásadami než amidy a patří k nejsilnějším nenabitým a neionizovaným zásadám.
Protonace probíhá na sp2 hybridizovaném dusíku, protože kladný náboj může být delokalizován na obou dusících. Vzniklý kation bývá nazýván amidiniový ion a má stejné délky vazeb C-N.
Některá léčiva a kandidáty na léčiva obsahují amidinové skupiny; jsou to například antiprotozoikum imidokarb, anthelmintikum tribendimidin a xylamidin, antagonista 5HT2A receptoru.
Formamidinium může reagovat s halogenidy kovů za tvorby polovodičových materiálů absorbujících světlo. Formamidiniové ionty nebo halogenidy mohou částečně či úplně nahradit methylamoniumhalogenidy při tvorbě absorbujících vrstev ve fotovoltaických zařízeních.

## Názvosloví
Amidiny se formálně klasifikují jako oxokyseliny. Oxokyselina, od které je amidin odvozen, musí mít vzorec typu RnE(=O)OH, kde R je substituent. Hydroxylová skupina (−OH) se nahradí −NH2 skupinou a oxo skupina (=O) se nahradí substituentem =NR, čímž vznikne obecná struktura amidinu RnE(=NR)NR2. Pokud je výchozí oxokyselina karboxylovou kyselinou, vzniklý amidin patří mezi karboxamidiny či karboximidamidy. Označení amidiny se často vztahuje na karboxamidiny, jelikož jde o nejčastější druh amidinů.

## Deriváty

### Formamidiniové kationty

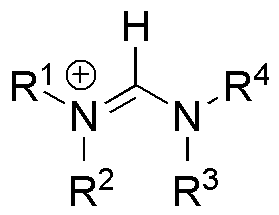
obecná struktura formamidiniového kationtu

Významnou skupinou amidiniových iontů jsou formamidiniové katiionty, které mají obecný vzorec R2N-CH=NR +
2 . Deprotonací těchto iontů se tvoří stabilní karbeny s obecným vzorcem R2N-:C-NR2.

### Amidinátové soli

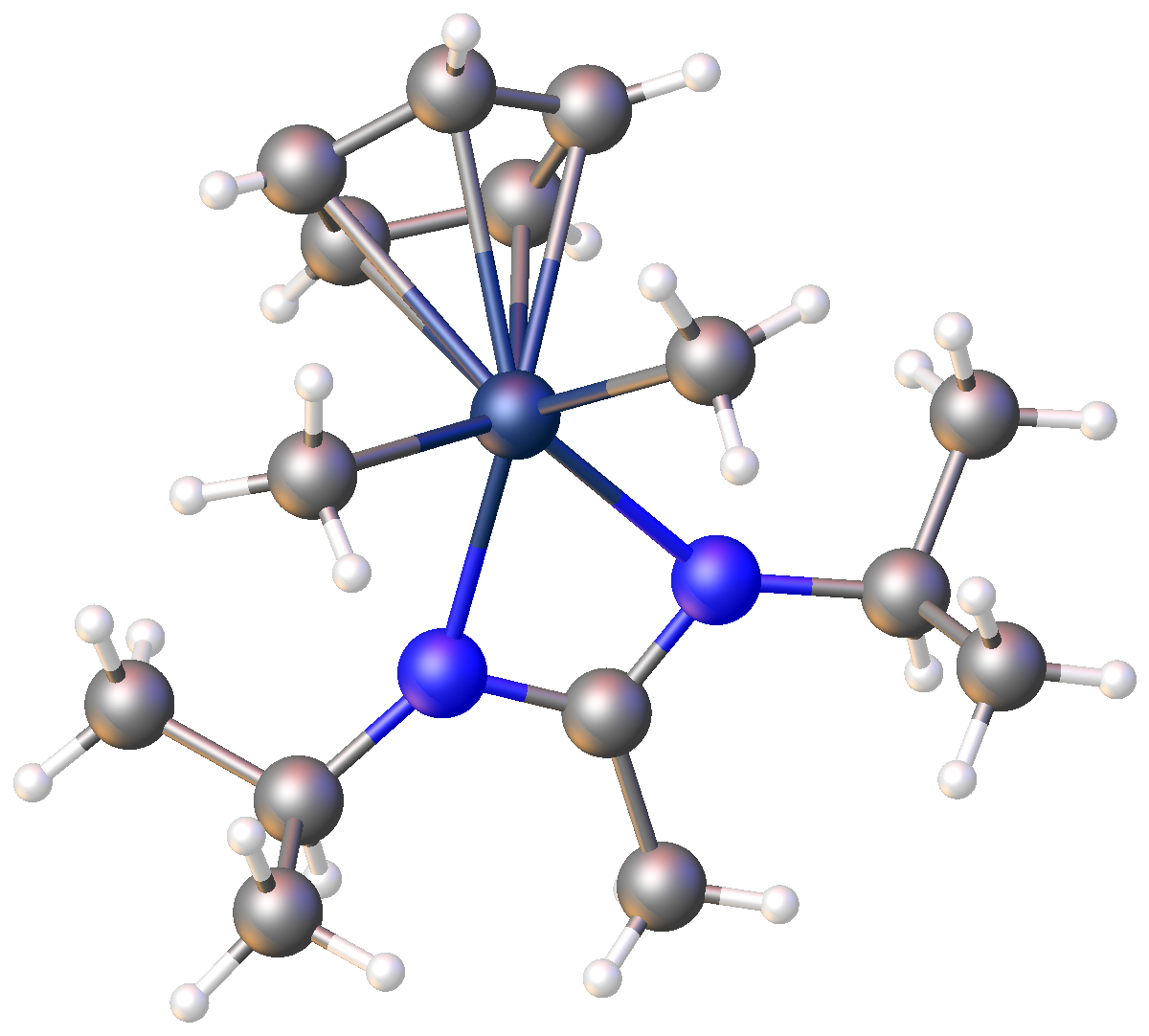
Struktura diisopropylacetamidinátu cyklopentadienyldimethylzirkonia

Amidinátové soli mají obecný vzorec M+[RNRCNR]−; lze je získat reakcí karbodiimidu s organokovovými sloučeninami, například methyllithiem. Používají se jako ligandy v organokovových komplexech.